# بتاکروناویروس
بتاكورونوویروسها (β-CoVs یا Beta-CoVs) یكی از چهار جنس كورو ویروسهای زیرخانواده Orthocoronavirinae در خانواده Coronaviridae ، از نظم Nidovirales هستند . آنها ویروس های RNA تک رشته ای با حساسیت مثبت ، منشأ زونوتیک هستند . جنس coronavirus هر یک از سلسله های مختلف ویروسی با جنس betacoronavirus شامل چهار نوع از این سلسله ها تشکیل شده است. در ادبیات قدیمی ، این جنس به عنوان coronaviruses گروه 2 نیز شناخته می شود.